# 282
El año 282 (CCLXXXII) fue un año común comenzado en domingo del calendario juliano, en vigor en aquella fecha.
En el Imperio romano el año fue nombrado como el del consulado de Probo y Victorino o, menos comúnmente, como el 1035 Ab urbe condita, siendo su denominación como 282 posterior, de la Edad Media, al establecerse el Anno Domini.

## Acontecimientos

### Imperio romano
- Caro, Prefecto del pretorio, se alza contra el emperador Probo, aprovechando su ausencia de Roma.
- Probo, emperador romano, fue asesinado por sus soldados en Sirmio tras enterarse del alzamiento de Caro, usándose como excusa que les ordenara limpiar los canales en Egipto.
- Marco Aurelio Caro, soldado ilirio y prefecto del pretorio, se convierte en emperador; prescinde de la confirmación senatorial.
- Caro rechaza en Panonia una invasión de sármatas y cuados.[1]

#### Religión
- El patriarca Theonas de Alejandría se convierte en uno de los primeros obispos que usan el título de papa.

### Asia
- Una nueva ciudad se construye en Fuzhou ligeramente al sur de la ciudad original de Ye (la principal calle de la ciudad ha permanecido inalterada desde esa época).
- Se funda la ciudad de Xiamen, en la actual República Popular China.

## Fallecimientos
- Marco Aurelio Probo, emperador romano.